# Ölands Bank
Ölands Bank är ett bankaktiebolag med verksamhet på Öland. Banken är majoritetsägt av Sparbanksstiftelsen Öland med 51 procent, och Swedbank, som har en ägarandel om 49 procent. Banken samarbetar med Swedbank, och är i egenskap av tidigare sparbank även medlem i Sparbankernas Riksförbund.
Banken har kontor på orterna Borgholm och Färjestaden. Banken har en lokal styrelse.

## Historik
Den nuvarande bankverksamheten har rötter i Borgholms sparbank, grundad 1832 med ett kontor i Borgholm. Sparbankerna grundades som en del i att bekämpa fattigdomen. Sparbanksidén är att kombinera affärsmässigt sund bankverksamhet med ett starkt engagemang i samhället; en bank i lokalsamhällets tjänst. Ölands sparbank bildades 1977 när Borgholms sparbank och Mörbylånga sparbank gick samman.
Ölands Bank som det ser ut idag har sitt ursprung när Föreningsbanken AB och Sparbanken Sverige AB beslöt sig för att gå samman 1997. För Ölands del innebar det att Ölands Sparbank ombildades 1998 till ett separat bankaktiebolag och samtidigt bildades Sparbanksstiftelsen Öland. Inledningsvis var bolagsnamnet "FöreningsSparbanken Öland AB", även om banken marknadsfördes som Ölands Bank.
Vid utgången av bankens första verksamhetsår hade den tio kontor. Fyra av dessa stängde under 1999 varefter banken hade sex kontor. Ett av de två kontoren i Färjestaden stängde år 2006.
År 2013 stängde kontoret i Degerhamn. Den 27 mars 2018 stängde dessutom kontoren i Löttorp och Mörbylånga. Därefter har banken kontor i Borgholm och Färjestaden.